# Логан (Западна Вирџинија)
Логан (енгл. Logan) град је у америчкој савезној држави Западна Вирџинија.

## Демографија
По попису из 2010. године број становника је 1.779, што је 149 (9,1%) становника више него 2000. године.
| Група             | 2000.         | 2010.         |
| Белци             | 1.498 (91,9%) | 1.605 (90,2%) |
| Афроамериканци    | 78 (4,8%)     | 93 (5,2%)     |
| Азијати           | 10 (0,6%)     | 13 (0,7%)     |
| Хиспаноамериканци | 13 (0,8%)     | 35 (2,0%)     |
| Укупно            | 1.630         | 1.779         |